# 藤原諸葛
藤原 諸葛（ふじわら の もろくず/もろかず）は、平安時代初期から前期にかけての公卿。藤原南家巨勢麻呂流、右大臣・藤原三守の孫。侍従・藤原有統の長男。官位は従三位・中納言。

## 経歴
仁明朝では但馬介・蔵人を歴任。文徳朝では仁寿3年（853年）従五位下に叙爵し、斉衡2年（855年）加賀権介に任ぜられる。
清和朝では中務少輔・少納言・兵部大輔を歴任する間、貞観2年（860年）従五位上、貞観8年（866年）正五位下、貞観13年（871年）従四位下と昇進する。その後、貞観17年（875年）蔵人頭、貞観18年（876年）従四位上・左近衛権中将に叙任されるなど、清和朝末から陽成朝にかけて要職を務め、元慶3年（879年）参議に任ぜられ公卿に列す。議政官の傍らで、左近衛権中将・右衛門督と武官を兼帯し、元慶6年（882年）正四位下に昇叙されている。元慶8年（884年）陽成天皇の退位に伴う皇嗣の評議の席では、時康親王（のち光孝天皇）の擁立を図る関白・藤原基経に同調して、剣に手をかけて恫喝に及び異論を押さえ込んだ。
宇多朝の寛平3年（891年）上位者2名（源直・藤原有実）を超えて従三位・中納言に昇任される。寛平7年（895年）正月に上表して致仕し、同年6月20日薨去。享年70。最終官位は致仕中納言従三位。

## 人物
琴の名手であり、元慶8年（884年）10月に紫宸殿で宴が開かれた際、光孝天皇の勅により兄弟の藤原諸藤と共に琴歌の演奏を行っている。

## 官歴
注記のないものは『六国史』による。
- 承和12年（845年） 正月11日：但馬介[1]。正月：蔵人[1]
- 仁寿3年（853年） 正月7日：従五位下
- 仁寿4年（854年） 5月22日：次侍従
- 斉衡2年（855年） 正月15日：加賀権介
- 貞観2年（860年） 11月16日：従五位上
- 貞観3年（861年） 2月25日：中務少輔。4月9日：少納言
- 時期不詳：侍従
- 貞観8年（866年） 3月23日：正五位下
- 貞観13年（871年） 正月7日：従四位下[1]。3月11日：兵部大輔[1]
- 貞観15年（873年） 正月13日：備中権守[1]
- 貞観17年（875年） 9月：蔵人頭[1]
- 貞観18年（876年） 正月7日：従四位上[1]。12月26日：左近衛権中将[1]
- 貞観19年（877年） 正月15日?：止備中守[2]
- 元慶2年（878年） 正月11日：備中権守、中将如元
- 元慶3年（879年） 10月23日：参議、左中将備中権守等如元[1]
- 元慶5年（881年） 12月13日：右衛門督[1]
- 元慶6年（882年） 正月7日：正四位下。2月3日：兼近江権守[1]
- 仁和3年（887年） 日付不詳：兼越中権守[1]。2月2日：兼美濃権守[1]。5月13日：兼備前権守[1]
- 寛平3年（891年） 3月19日：従三位、中納言（超二人）[1]
- 寛平7年（895年） 正月：上表致仕[1]。6月20日：薨去（致仕中納言従三位）

## 系譜
- 父：藤原有統
- 母：橘数子 - 橘永継の娘
- 妻：百済王勝義の娘
  - 五男：藤原玄上（856-933）
- 妻：御長湊人の娘
  - 男子：藤原末業
- 生母不詳の子女
  - 男子：藤原善行
  - 男子：藤原玄致
  - 女子：清和天皇更衣